# Gorno-Badachsjan
Gorno-Badachsjan (Tadzjieks: Вилояти Мухтори Кӯҳистони Бадахшон/Vilojati Moechtori Köhistoni Badachsjon; "Autonome Regio Bergachtig Badachsjan") is een autonome provincie van Tadzjikistan, en beslaat 40% van het gehele land. De naam Gorno-Badachsjan is Russisch en betekent 'Bergachtig Badachsjan'.
Er wonen ongeveer 212.000 mensen, wat maar 3,3 % van de Tadzjiekse bevolking is. De bevolking bestaat voornamelijk uit Tadzjieken, en heeft kleine minderheden Kirgiezen en Russen. De enige stad is Choroegh (Хоруғ) met 28.800 inwoners; voorts zijn er nog 43 rurale gemeenten (dzjamoats) met in totaal 183.300 inwoners.
Een groot deel van de provincie werd tot 2011 geclaimd door China, als onderdeel van de Chinese provincie Xinjiang. In januari 2011 werd tussen Tadzjikistan en China een verdrag getekend, waarbij Tadzjikistan 1000 km² van de provincie afstond aan China. Volgens de autoriteiten betreft het hier ongeveer 5% van wat China oorspronkelijk claimde.

## Districten
Gorno-Badachsjan is onderverdeeld in 7 districten en 1 stad:
- Darvoz (Дарвоз), district
- Isjkosjim (Ишкошим), district
- Choroegh (Хоруғ), provinciehoofdstad met 28.800 inwoners op 01-01-2014
- Moerghob (Мурғоб), district met zetel te Moerghob
- Rosjqala (Рошқалъа), district
- Rösjon (Рӯшон), district
- Sjoeghnon (Шуғнон), district
- Vandzj (Ванҷ), district